# NGC 4520
NGC 4520 је елиптична галаксија у сазвежђу Девица која се налази на NGC листи објеката дубоког неба.
Деклинација објекта је - 7° 22' 29" а ректасцензија 12h 33m 49,9s. Привидна величина (магнитуда) објекта NGC 4520 износи 14,0 а фотографска магнитуда 15,0. Налази се на удаљености од 143,0000 милиона парсека од Сунца. NGC 4520 је још познат и под ознакама IC 799, NPM1G -07.0367, PGC 41748.